# Bartolomeo Ammannati
Bartolomeo Ammannati (Settignano, 1511 – Florença, 1592) foi um mestre construtor e escultor italiano. 

## Carreira
Foi aluno de Baccio Bandinelli (Florença) e Jacopo Sansovino (Veneza), e mais tarde - sob a influência de Michelangelo - tornou-se um dos principais expoentes do Maneirismo em Florença. Depois que seu colega e concorrente Baccio Bandinelli morreu em 1560, a comissão para construir a Fonte de Netuno foi dada a Ammanati, que assumiu o patrocínio da esposa de Cosimo, a duquesa Eleonora. A escultura em mármore branco de Netuno é popularmente conhecida em florentino como “Il Biancone” (O Gigante Branco).
Os seus contemporâneos tinham opiniões diferentes sobre a qualidade do trabalho. uma máxima rapidamente se espalhou em Florença: Ammanato, Ammanato, quanto bel marmo t'hai sciupato! (Ammanato, Ammanato, quanto mármore bonito você estragou!). A frase é atribuída a Benvenuto Cellini, outro feroz concorrente de Ammanati.
O escultor era casado com a poetisa Laura Battiferri, ambos estão enterrados na Igreja de San Giovannino degli Scolopi, em Florença, que projetaram e construíram juntos.

## Obras
- Vitória (1540), mármore, Museo Nazionale del Bargello, Florença.
- Leda com o Cisne , mármore, também em Bargello, Florença.
- Vênus (1558–59), mármore, Museu do Prado, Madri.
- Parnassus (1563), mármore, Museo Nazionale del Bargello, Florença.
- Alegoria do Inverno (1563-1565), pedra, Villa Medici, Castello.
- Deusa Opi (1572-1575), bronze, Palazzo Vecchio, Florença.

## Galeria

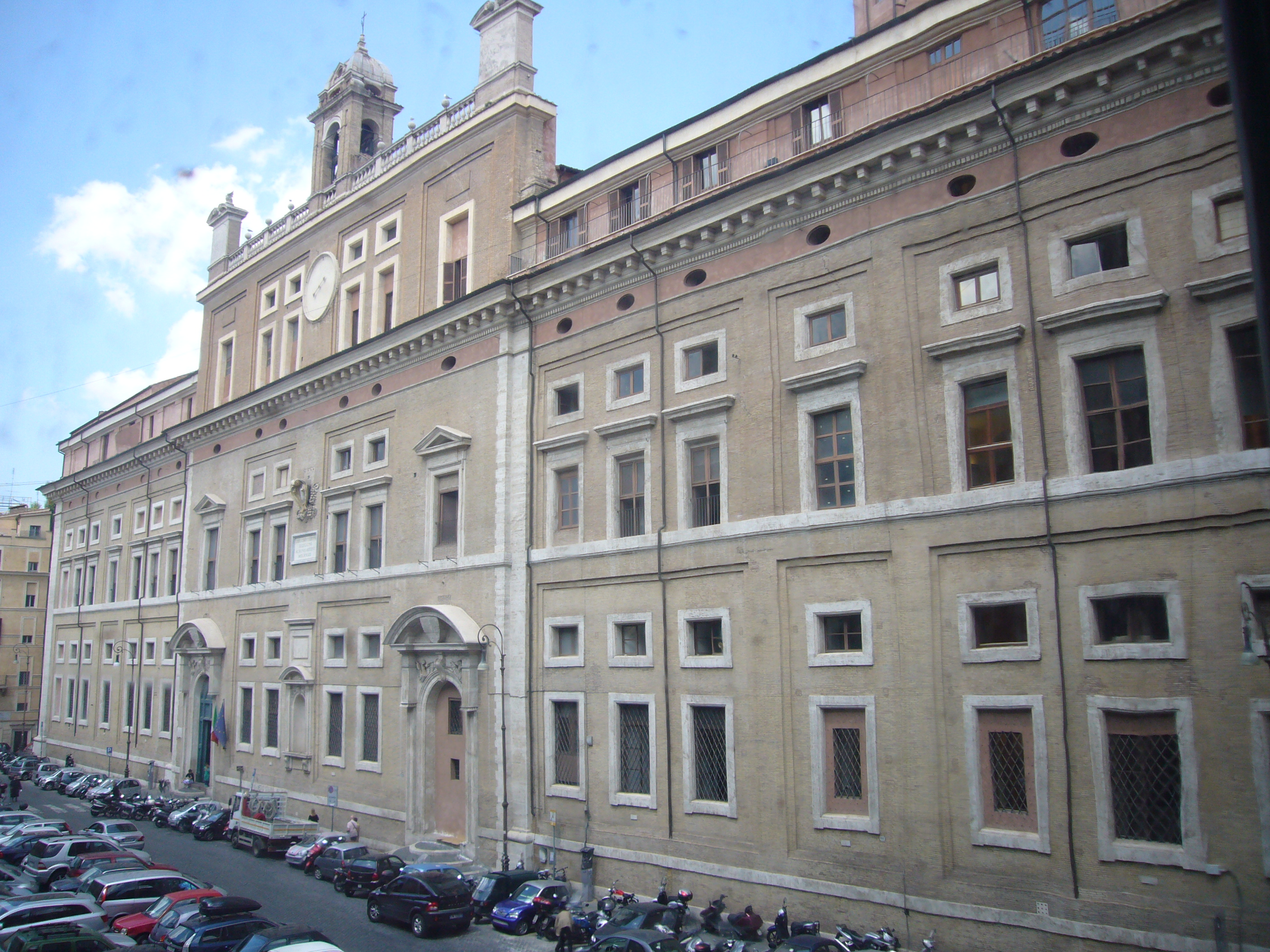
O Colégio Jesuíta em Roma, 1582-1584, foi um dos projetos posteriores de Ammannati.
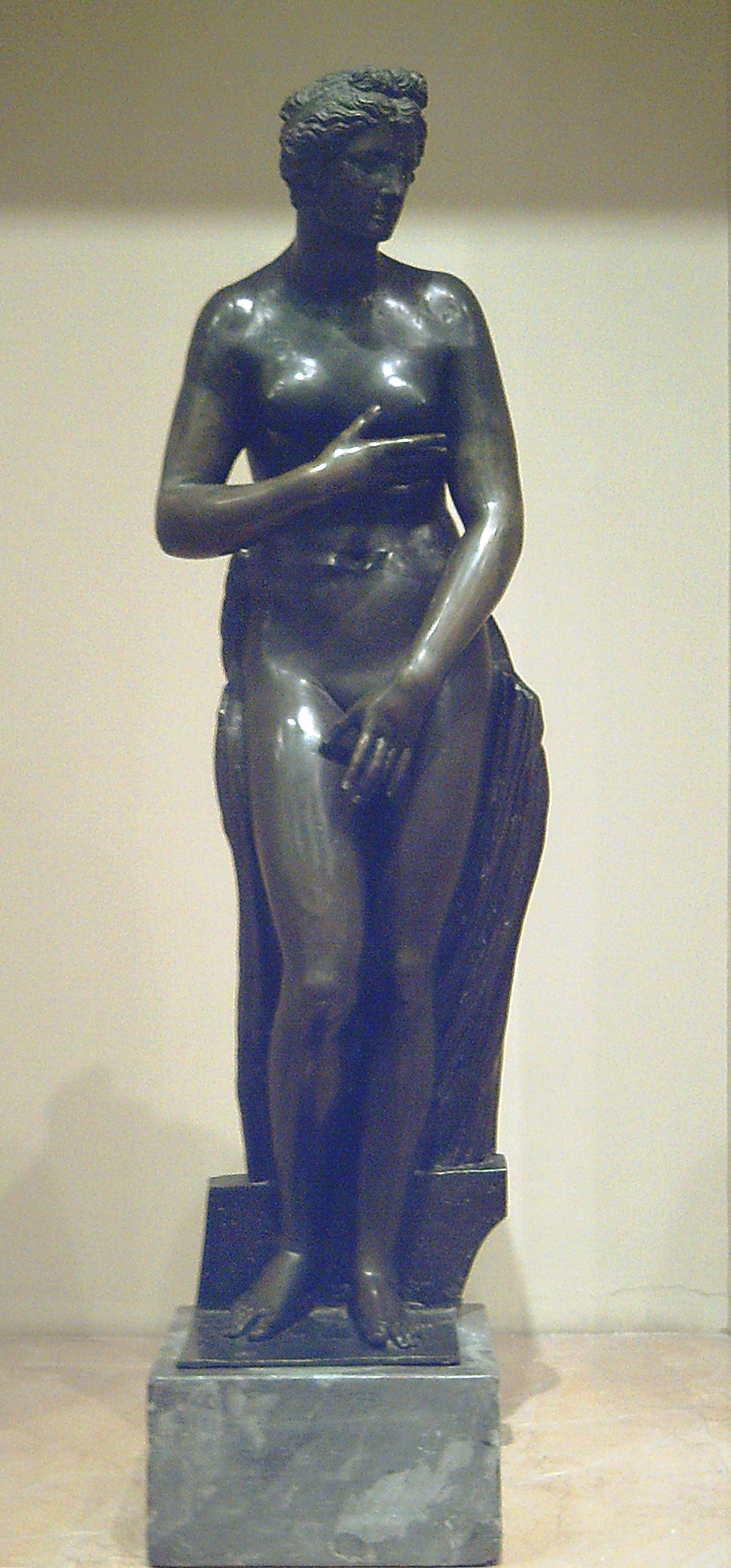
Vênus, uma variação do tipo clássico conhecido como Vênus Pudica. No entanto, os braços são o resultado de uma restauração do século XVIII, pois o original teve os braços cortados para permitir o escoamento da água.
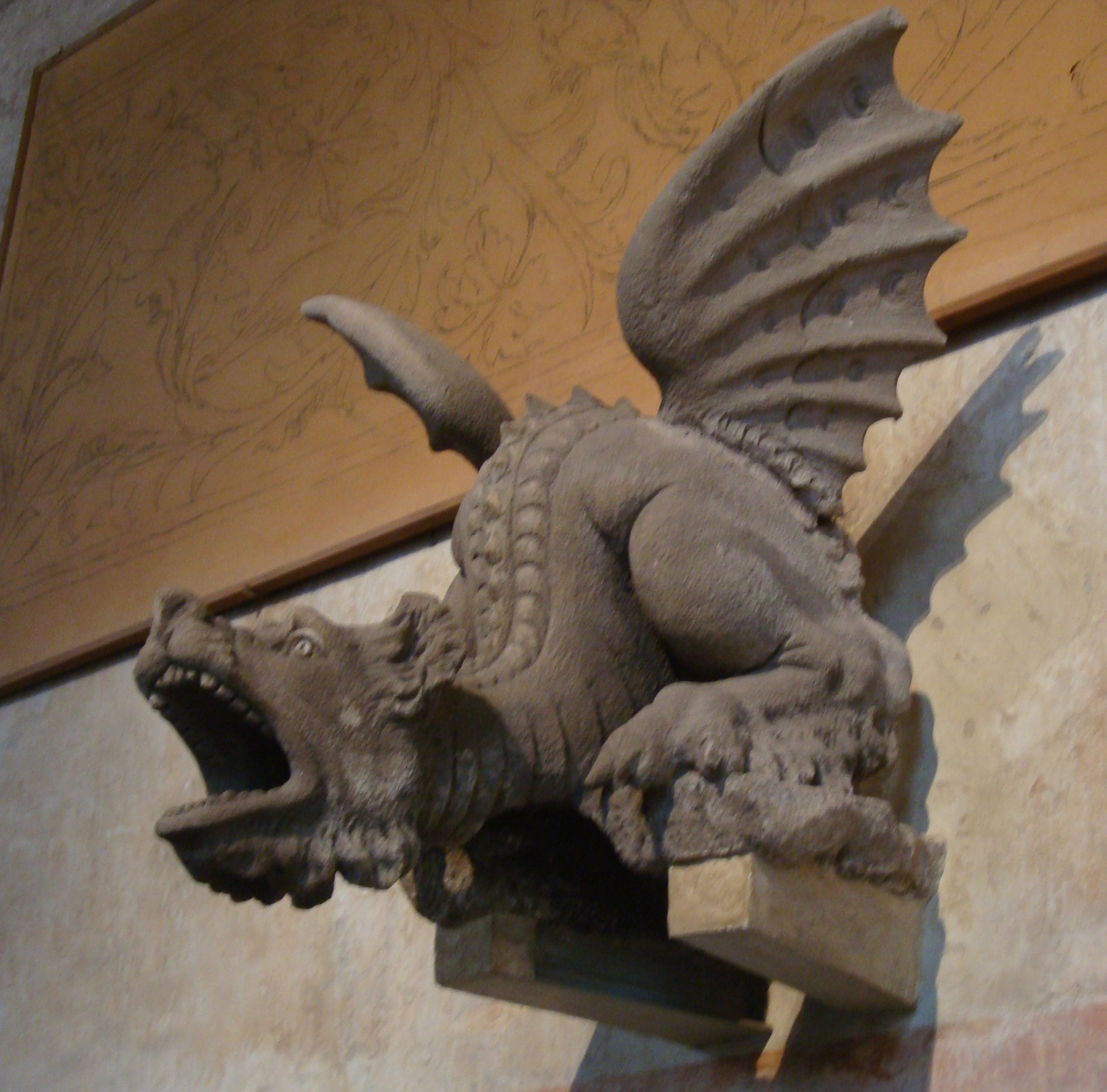
Dragão
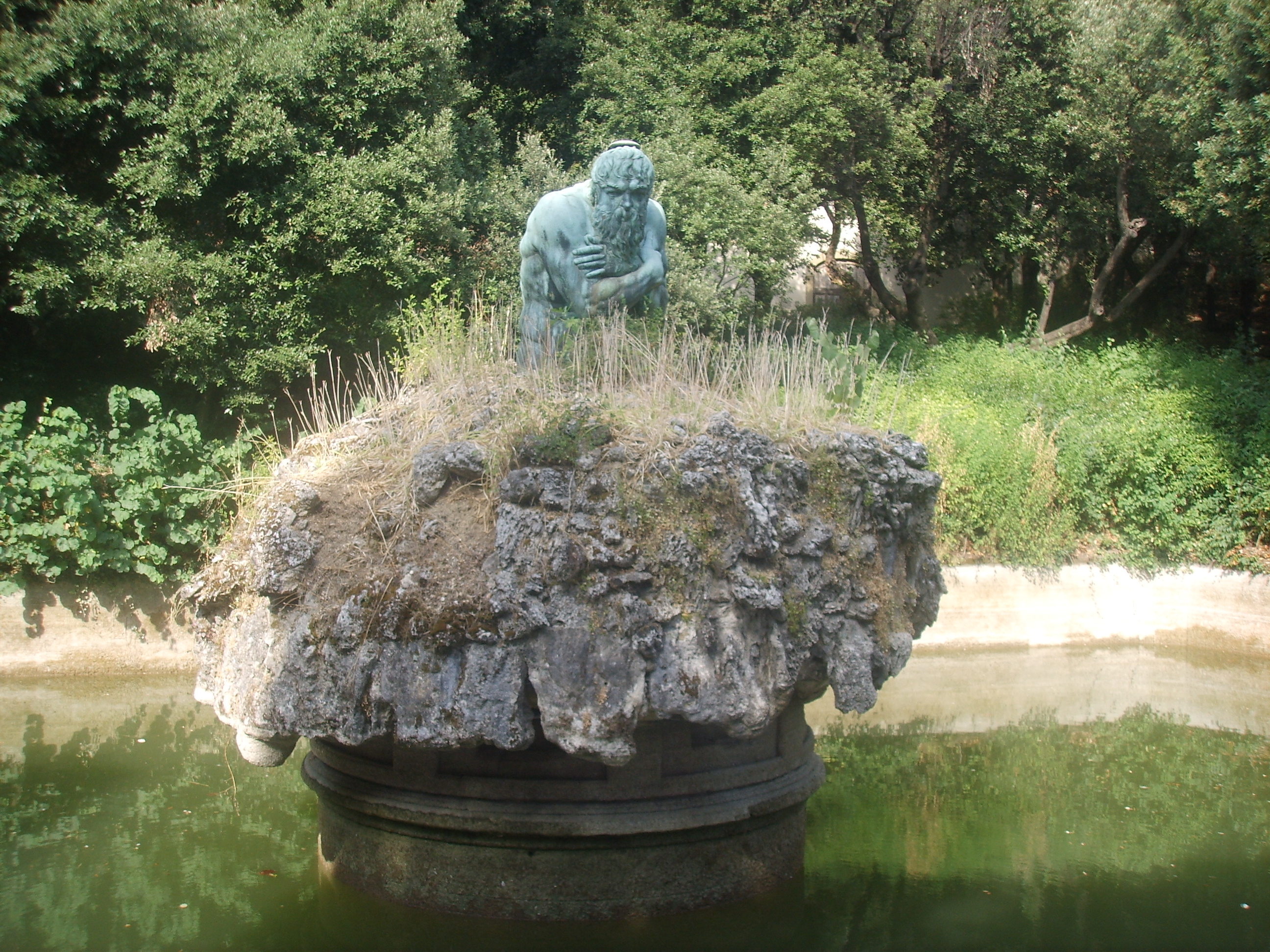
Parco di Villa Reale di Castello (Villa di Castello) Fonte de janeiro (Fontana del Gennaio) em Florença Itália
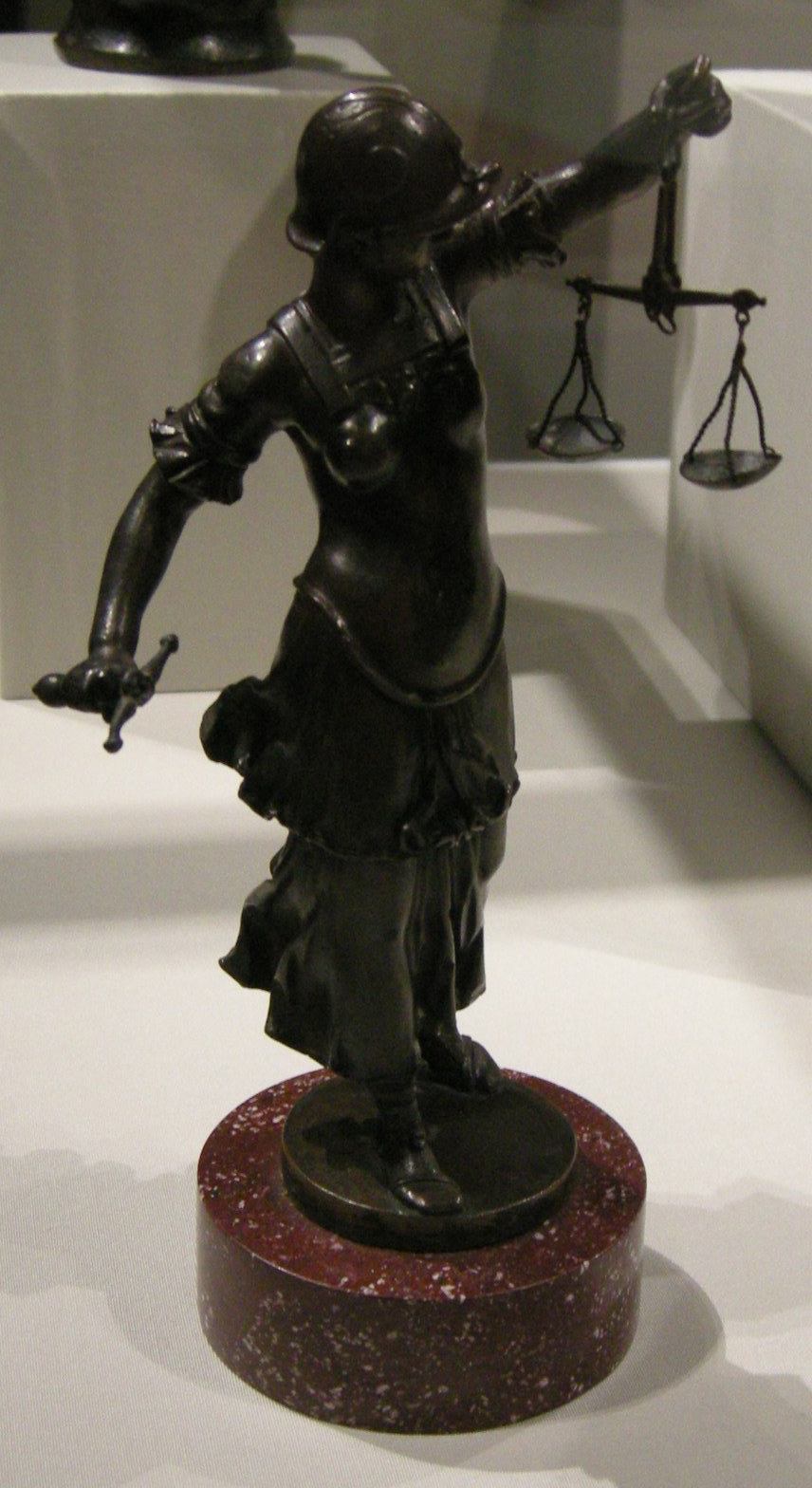
Justiça
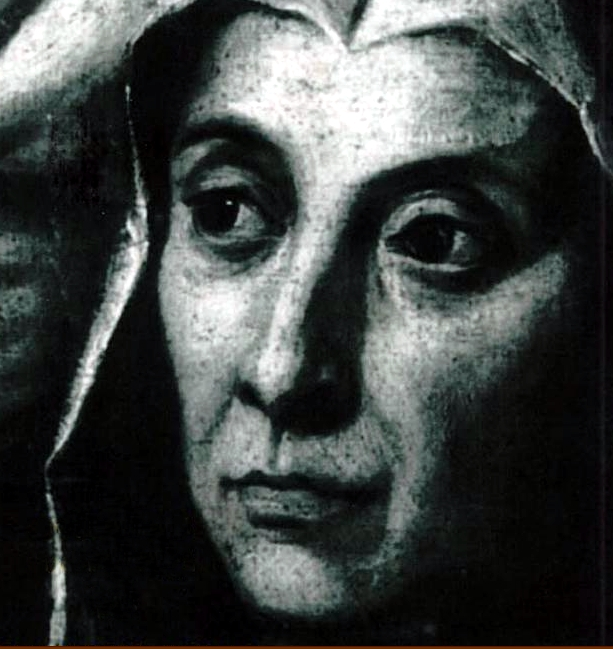
Cristo e mulher cananéia por Alessandro Allori. Encomendado por Ammannati para o funeral de sua esposa, a poetisa Laura Battiferri (pintada como velha com o livro).